# Plantago jurtzevii
Plantago jurtzevii är en grobladsväxtart som först beskrevs av Nikolai Nikolaievich Tzvelev, och fick sitt nu gällande namn av N.N. Tzvelev. Plantago jurtzevii ingår i släktet kämpar, och familjen grobladsväxter. Inga underarter finns listade i Catalogue of Life.